# Thriller (dal)
A Thriller Michael Jackson amerikai énekes dala. Rod Temperton szerezte, producere Quincy Jones. Az Egyesült Királyságban 1983. november 19-én jelent meg, az Egyesült Államokban pedig 1984. január 23-án, Jackson Thriller című albumának hetedik, utolsó kislemezeként.
A dal Jackson számos válogatásalbumára felkerült, többek közt a HIStory (1995), Number Ones (2003), The Essential Michael Jackson (2005) és a Michael Jackson’s This Is It (2009) címűekre.
A dal hangeffektusai közt hallható ajtónyikorgás, villámlás, léptek zaja, szél fúvása és kutyavonyítás is, a szöveg ijesztő és félelmetes hatást kelt. A dal pozitív kritikákat kapott, de a videóklip még a dal sikerét is elhomályosította. A Thriller Jackson hetedik top 10 dala lett az albumról a Billboard Hot 100 slágerlistán, és más slágerlistákon is előkelő helyezést ért el.
A Thriller videóklipje tizennégy percével jóval hosszabb a dalnál. Egy történetet mesél el, melyben Jackson és a barátnője – akit Ola Ray színésznő alakít – az 1950-es évek horrorfilmjeit idéző közegben láthatóak. A legismertebb jelenetben Jackson zombikkal együtt táncol. Bár kritika érte okkult témája és erőszakos jelenetei miatt, a klip nagyon népszerű lett, és 1984-ben hat MTV Video Music Awardra jelölték, amiből hármat el is nyert. 2009-ben ez lett az első videóklip, amelyet beválogattak az amerikai Nemzeti Filmregiszterbe.
A dalt számos más előadó is feldolgozta, közte Henry Mancini (a Királyi Szimfonikus Zenekarral), Ian Brown, a Ten Masked Men és Imogen Heap.

## Háttere
A Thriller zeneszerzője Rod Temperton, producere Quincy Jones. A dal eredeti címe Starlight volt, bár egyes helyeken Starlight Love-ként is említik, de ez soha nem szerepelt a címtervek közt. Eredeti refrénje így hangzott: Starlight! Starlight sun, ebből lett a későbbi Thriller! In the night.
|  | „Amikor megírtam a Thriller demóját, még Starlight volt a címe. Quincy azt mondta: „Az előző albumnak jó címet találtál, lássuk, mit tudsz kitalálni ennek”. Az mondtam: „Jó”, és visszamentem a szállodába, leírtam 2-300 címet, amik közül a Midnight Mant választottam. Másnap reggel felébredtem, és eszembe jutott egy másik szó… Valami azt súgta bennem, ez a cím. Az ember szinte látta maga előtt a Billboard slágerlista élén. Szinte láttam a reklámját, azt, ahogy rögtön a szemedbe ötlik a szó: Thriller. – Rod Temperton” |
|  | |

Temperton már az elejétől fogva azt tervezte, a dal végén legyen egy beszélt rész, de nem igazán tudta, mihez kezdjen ezzel az ötletével, végül azonban úgy döntött, olyasvalaki mondja, akinek a hangja jól ismert a horror műfajából. Quincy Jones akkori felesége, Peggy Lipton javasolta egy ismerősét, Vincent Price színészt, és Price vállalta is.

## Felvételek

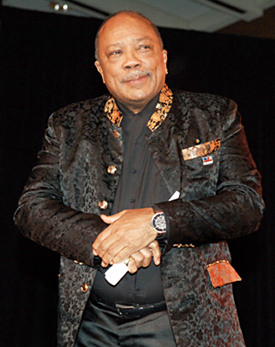
Quincy Jones, a Thriller társproducere

A Thrillert és az album más dalait Jackson nyolc hét leforgása alatt énekelte fel 1982-ben. A dalt a Los Angeles-i Santa Monica Boulevardon található Westlake Recording Studiosban vették fel. Bruce Swedien hangmérnök így emlékezett vissza a felvételre:
|  | „Az első nap a Westlake-ben, amikor felvettük a Thrillert, mind ott voltunk. Megérkezett Quincy, aztán én, Michael és Rod Temperton, majd mások is. Quincy felénk fordult és azt mondta: „Oké, fiúk, azért vagyunk itt, hogy megmentsük a zeneipart”. Ez nagy felelősség, de komolyan gondolta. Ezért ilyen nagyszerű a hangzása ezeknek az albumoknak, főleg a Thrillernek. Mindenki, aki részt vett a munkában, 150%-os teljesítményt nyújtott. Quincy olyan volt, mint egy filmrendező, én meg mint az operatőr, és Quincy dolga volt a szereposztás. Quincy mindenre meg tudja találni a legmegfelelőbb embert és motiválni is tud minket. – Bruce Swedien” |
|  | |

Swedien és Jones elmondták, hogy Vincent Price szövegét kétszeri próbálkozásra vették fel. Jones elismerte, hogy nehéz egy dalhoz szöveget felmondani, és dicsérte Price teljesítményét. Swedien így emlékezett vissza: „Mindenfélét kpróbáltunk Michaellel – például elénekelte a fő vokált, aztán megkettőztük, aztán megkértem, hogy lépjen hátrébb a mikrofontól, és énekelje el harmadszor is, és ez megváltoztatta a helyiség akusztikáját, és nagyon egyedi lett tőle Michael énekhangja. A háttérvokálok egy részét a zuhanyfülkében vettük fel.”

## Kompozíció
A Thriller a funk és diszkóstílus kiemelkedő példája. Hangszerei közt szintetizátor, gitár, trombita, szárnykürt, szaxofon, fuvola és harsona szerepelnek. Tempója 120 BPM. Szövege és hangeffektusai ijesztő hatásra törekednek – ajtónyikorgás, léptek zaja hajópadlón, szél zúgása és kutyavonyítás hallhatóak, amikről Bruce Cannon, a hangeffektusok szerkesztője ezt mondta: „Az ilyenek, mint a villámlás, a régi hollywoodi filmekből jönnek – sosem fogjuk megtudni, melyikekből -, de a legjobbakhoz kimennek a sivatagba és kerítenek egy coyote-ot, szóval van egy olyan érzésem, hogy ez igazi vonyítás volt.” A zene, főleg a basszus némileg hasonlít Rick James 1981-ben megjelent R&B-slágeréhez, a Give It to Me Babyhez.

## Fogadtatása
A Thriller kedvező fogadtatásban részesült a zenekritikusoktól. Ashley Lasimone, az AOL Spinner.com weboldalának munkatársa szerint a dal Jackson legismertebb dala lett, és úgy érezte, a ritmus Michael tökéletes hangjával és mozdulataival „ijesztően nagyszerű dalt hozott létre.” Jon Pareles a The New York Timestól megjegyezte, hogy a Thriller album dalai közül a Billie Jean, a Beat It, a Wanna Be Startin’ Somethin’ és a Thriller azok, amik rekorderré tették az albumot, és Jackson színpadi és klipes megjelenése is hozzájárult ehhez, a hallgatók pedig azonosulni tudtak azzal, ahogy beismeri rettegését.”
Ann Powers a Los Angeles Timestól úgy jellemezte a Thrillert, hogy „megfelelően dallamos”, „kemény ritmusú” és szövegét „mintha egy kisgyerek ijesztő mesekönyvéből emelték volna át”. Jackson halála után az AOL rádiós blogja összeállított egy listát Michael Jackson tíz legjobb daláról, a lista élére a Thriller került. 2009-ben Melissa Cabrera, az AOL Radio Blogs egy munkatársa a negyedik helyre sorolta a Thrillert az 1980-as évek legjobb dalainak listáján. Eliot Glazer, szintén az AOL Radio Blogstól, az első helyre tette az általa összeállított „1984 legjobb dalai” listán. Az AOL Radio Blog ezenkívül a 2. helyre tette a dalt a „legjobb halloweenkori dalok” és „legjobb bulis dalok” listáján is.
A Thriller már hivatalos rádiós megjelenése előtt felkerült a Billboard Dance Music/Club Play Singles slágerlistájára 1983-ban. Az 1984. január 23-án megjelent dal Jackson hetedik és utolsó top 10 dala lett erről az albumról a Billboard Hot 100 slágerlistán. A megjelenése utáni második héten, február 11-én a Hot 100 lista 20. helyére került. A következő héten került be a top 10-be, a 7. helyre. Egy héttel később érte el legmagasabb helyezését, a 4. helyet. A RIAA először aranylemezzé minősítette félmillió, majd 1989. december 4-én platinalemezzé egymillió, a boltokba került példány után. 2010 szeptemberéig 2 432 000-szer töltötték le az internetről.
1984. február 25-én a Thriller a 19. helyre került a Billboard Hot R&B/Hip-Hop Songs slágerlistáján. The following week, the song placed at #5. Március 10-én érte el a 3. helyet, ami legmagasabb helyezése lett. Az Adult Contemporary slágerlistán a 24. helyet érte el. A brit kislemezlistára 1983. november 19-én került fel, a 24. helyre, és a következő héten érte el legmagasabb helyezését, a 10.-et. Összesen huszonöt hetet töltött a listán. A francia kislemezlista első helyét 1984. február 5-én érte el, és négy héten át vezette a listát egyhuzamban. 1984 januárjában két hétig vezette a belga VRT Top 30 slágerlistát is.
Jackson halála után zenéje iránt fokozott érdeklődés támadt, az első héten a Thriller lett Jackson dalai közül a legtöbbször letöltött dal az USA-ban, összesen 167 000-szer töltötték le. Ezzel felkerült Billboard Hot Digital Singles slágerlistára. 2009. július 11-én felkerült ennek a slágerlistának a 2. helyére, és három hétig volt a top 10-ben egyhuzamban. Az Egyesült Királyságban a dal a 23. helyre került a slágerlistán Jackson halálának hetében. A következő héten elérte eddigi legmagasabb helyezését a brit kislemezlistán, a 12. helyet. Július 12-én a 2. helyre került az olasz kislemezlistán. A 3. helyre került az ausztrál és a svájci slágerlistán is, és egy hétig listavezető volt Spanyolországban, valamint az első tízbe került Írországban, Németországban és Norvégiában. A dán slágerlistán a 25. helyre került. Július 3. hetében a 11. helyet érte el a finn slágerlistán.

## Videóklip
A dal videóklipjét John Landis rendezte, New Yorkban és Los Angelesben forgatták. Az elterjedt vélekedéssel szemben, miszerint 800 000 és egymillió dollár közti összegbe került, valójában félmilliót költöttek rá, mint azt Landis kijelentette. Jackson így emlékezett vissza a klipforgatásra az MTV 1999. december 11-én sugárzott „A valaha készült 100 legnagyszerűbb videóklip” műsorában:
|  | „Az én ötletem volt, hogy a rövidfilm párbeszéddel kezdődjön… Szeretem, ha egy klipnek van eleje, közepe és vége, és egy történetet mond el. Nagy szerepet vállaltam a klip készítésében. Az én lelkemet kellett tükröznie. Többnyire a zene értelmezése az. (…) Nem volt könnyű munka, emlékszem, eleinte úgy gondoltam: „Hogy lehet elérni, hogy zombik és szörnyek úgy táncoljanak, hogy ne legyen vicces?” Azt gondoltam erre: „A megfelelő mozgásokkal kell, hogy ne váljon nevetségessé.” (…) Összeültem Michael Petersszel [a koreográfus], és grimaszoltunk a tükörbe, miközben elképzeltük, hogy mozognak a zombik. A próbákra néha szörnynek sminkelve jöttem, amit nagyon élveztem. Együtt terveztük meg a koreográfiát, és úgy gondoltam, így kellene kezdődnie, utána jönne ez a ritmikus mozgás. Elég komor dolognak kellett lennie, nem ilyen balettesnek vagy milyennek.” |
|  | |

A klip felkerült Jackson több videoalbumára is: a Video Greatest Hits – HIStory, HIStory on Film, Volume II, Number Ones és a Michael Jackson’s Vision címűekre, valamint a Thriller 25 bónusz DVD-jére.
A klip megjelenését követően megjelent egy 45 perces dokumentumfilm is, ami betekintést nyújtott a klip forgatásába. A Michael Jackson Thrillerének készítése filmet a kliphez hasonlóan gyakran adta az MTV, és több mint kilencmillió példányban kelt el, amivel egy ideig minden idők legnagyobb példányszámban elkelt videókazettája volt. Az MTV 250 000 dollárt fizetett, hogy exkluzív joga legyen a dokumentumfilm sugárzásához, a Showtime kábelvétéhálózat 300 000-et fizetett az előfizetéses sugárzásért, a Vestron Video pedig 500 000-et a videókazetta kiadási jogáért.
A klip az 1950-es években játszódik. Michael és barátnője egy sötét fás területen sétálnak. Michael megkéri a lány kezét és egy gyűrűt ad neki, de figyelmezteti, hogy ő más, mint a többiek. Felkel a telihold, és Michael vérfarkassá változik. Barátnője elszalad, de Michael utoléri, és a földre löki. Ezután egy mozi közönségét látjuk, és kiderül, amit eddig láttunk, csak egy film részlete volt. Michael és barátnője a nézők közt ül és nézi a filmet, de a lány túl ijesztőnek tartja és elhagyja a mozit. Michael utánamegy, és ugratni kezdi, hogy megijedt a filmtől, majd elindulnak a ködben. Michael elkezdi a Thrillert énekelni, mindhárom versszakot elénekli, de a refrén nélkül, ami fokozza a feszültséget. Mikor egy temető mellett haladnak el, mögöttük zombik kezdenek kimászni a sírból, miközben Vincent Price szövege hallható. A zombik utolérik Michaelt és barátnőjét, körülveszik őket, és hirtelen Michael is zombivá válik.
Ezután a zombik táncolni kezdenek, sokáig a dal instrumentális részére, majd Michael elkezdi a dal refrénjét énekelni. Barátnője rémülten elrohan. Michael és a többi zombi követik, és utolérik egy elhagyatott háznál, ahová a lány bemenekült. Michael a sarokba szorított lány torka felé nyúl, és a lány felsikolt – de aztán felébred, és kiderül, mindez csak álom volt. Michael felajánlja neki, hogy hazaviszi, a lány beleegyezik és elindulnak, de Michael hátrafordulva a kamerába néz, és látszik, hogy a szeme olyan, mint a lány álmában a vérfarkasé volt, majd Vincent Price kísérteties nevetése hallatszik.

### A klip fogadtatása
Leah Greenblatt, az Entertainment Weekly munkatársa így jellemezte a videóklipet: „A 14 perces horrormusicalnek, melyet John Landis rendezett hátborzongató-humoros odaadással, minden mozzanata ikonikus, Michael vörös bőr ruházatától a halhatatlan zombitáncig és Vincent Price narrációjáig”. Bár a klipet széles körben dicsérték, tartalma miatt kritika is érte. 1984-ben a televíziós erőszak ellen harcoló National Coalition on Television Violence (NCTV) az MTV-n sugárzott 200 videóklipnek több mint a felét „túl erőszakosank” minősítette.Jackson dalai közül a Thriller és a Paul McCartneyvel énekelt Say Say Say is felkerült a listára. A szervezet elnöke, Dr. Thomas Radecki így nyilatkozott a The Los Angeles Timesban: „Nem nehéz elképzelni, hogy a Thriller ifjú nézői ezt fogják gondolni: 'Ha Michael Jackson rettegésben tarthatja a barátnőjét, én miért ne tehetném?'” A videóklipet hat kategóriában jelölték az 1984-es MTV Video Music Awards díjkiosztón, és három kategóriában győzött is: a Nézők kedvence, a Legjobb előadás és Legjobb koreográfia nevűekben; nem nyert a Legjobb koncepcióvideóklip, a Legjobb videóklip férfi előadótól és Az év videóklipje kategóriákban.
A klipet a legjobb videóklipnek választotta az MTV 1999-ben, amikor a legjobb 100 videóklipet válogatta össze. A VH1 2001-ben szintén összeválogatta a 100 legjobb videóklipet, a Thriller itt is a lista élére került. 2011 júliusában a Time magazin választotta be minden idők 30 legjobb videóklipje közé.

## Fellépések
Jackson mindhárom világkörüli szólóturnéján előadta a dalt. A The Jacksons Victory turnéján nem került fel a számok listájára, annak ellenére, hogy Jackson több dalt előadott a Thriller albumról, mert nem tetszett neki, ahogy élőben hangzik. Első, szólóénekesként tartott turnéján, a Bad turnén, ami 1987 és 1989 közt tartott, Jackson mind a 123 fellépésen előadta a dalt. A másodikon, a Dangerous turnén is előadta, összesen körülbelül 3,5 millió ember előtt. A turné 1992-ben kezdődött, és egész 1993-ban tartott volna, de 69 fellépés után megszakadt a Jackson ellen felhozott gyermekmolesztálási vádak és az ez által az énekesnek okozott stressz miatt. Harmadik, utolsó koncertkörútján, a HIStory turnén mind a 82 fellépés alkalmával előadta a dalt. A Bad World Tour alatt Jackson kabátjába villódzó fényeket szereltek, amik a dal közepén és végén világítottak.
Jackson a 2009–2010-re tervezett This Is It koncertsorozaton is előadta volna a dalt. A színpad háttere egy temetőt ábrázolt volna, 3D-effektusokkal. A 2009 márciusában kiadott dallista szerint a Thriller a 16 dal közül utolsóként hangzott volna el, bár a koncertsorozatról szóló Michael Jackson’s This Is It dokumentumfilmben 18 dal szerepel, és a Man in the Mirror az utolsó.

## Utalások más médiában
A Thriller videóklipjére, különösen a táncmozdulatokra számos filmben és televíziós sorozatban utaltak. A koreográfiát utánozták a Donga (1985), Amerikába jöttem (1988), The Malibu Beach Vampires (1991), Dead & Breakfast (2004), Bo! in the USA (2006), I Am Zombie Man (2007) és a Si j’étais toi (2007) című filmekben, valamint az Alvin és a mókusok rajzfilmsorozat egy epizódjában. Hasonló tánc látható a Varázslók a Waverly helyből sorozat Wizards & Vampires vs. Zombies című epizódjában. A dal egy részlete hallható a Doogal (2006) című filmben, szövegét pedig eléneklik a szereplők Mystery Science Theater 3000 sorozat Soultaker című epizódjában. Rihanna is előadta a táncot Disturbia című dalában, a legvégső jelenetet pedig, amelyben Michael a kamerába nevet, Britney Spears is utánozta I Wanna Go című dalának videóklipjében.

## Feldolgozások
- 1989-ben Henry Mancini amerikai zeneszerző és a Royal Filharmonikus Zenekar a dal nagyzenekari változatát rögzítette.[59]
- 1999-ben a Ten Masked Men brit metalegyüttes feldolgozta Ten Masked Men című albumán.[59]
- 2001-ben Joe Dolce ausztrál énekes dolgozta fel Andrew Denton’s Musical Challenge című albumán.[59]
- 2003-ban az Aereogramme skór rockegyüttes dolgozta fel a Livers & Lungs EP-n.[59]
- 2003-ban a Maybebop a cappella-együttes dolgozta fel Heiße Luft című albumán.[60]
- 2007-ben Ian Brown dolgozta fel.
- 2008-ban a Wise Guys német együttes a dal a cappella változatát énekelte fel tizedik, Frei! című albumára, Schiller címen. A dal előadásakor a koreográfiát a Jackson-videóklipben láthatóról mintázták. Az együttes egyik tagja, Ferenc előad benne egy részletet Friedrich Schiller A kezesség című verséből.[61][62]
- 2008-ban Ben Gibbard, a Death Cab for Cutie és a The Postal Service együttesek énekese dolgozta fel.[63]
- 2008-ban a Gothminister metalegyüttes dolgozta fel Happiness in Darkness című albumán.[59]
- 2009 októberében Imogen Heap adta elő a BBC Radio 1 Live Lounge műsorában.[64]
- 2011-ben Patrick Stump a cappella mixben dolgozta fel a Thrillert a Billie Jean, Scream Man in the Mirror és több más Jackson-dallal együtt, Jackson emléke előtti tisztelgésül.[65] A Fall Out Boy-jal együtt a Beat Itet is feldolgozta.

## Remixek/Részletek átvétele
- 2004-ben a The Prodigy angol együttes részletet használt fel a Thrillerből The Way It Is című dalában.[66]
- A Tigerstyle skót együttes a dal egy bhangra remixét készítette el.

## Számlista
| - 7" kislemez' 1. Thriller (Special Edit) – 4:37 2. Things I Do for You (Live) – 3:31 - 7" kislemez 1. Thriller – 5:57 2. Thriller (Instrumental) – 5:57 - 12" maxi kislemez 1. Thriller – 5:57 2. Thriller (Remixed Short Version) – 4:05 3. Things I Do for You (Live) – 3:31 | - CD kislemez 1. Thriller (Remixed Short Version) – 4:08 2. Can’t Get Outta the Rain (Album Version) – 4:09 - DualDisc kislemez 1. Thriller (Remixed Short Version) – 4:09 2. Thriller – 5:58 3. Thriller (videóklip) – 13:40 |

## Változatok
- Album Version – 5:58
- Instrumental Version – 5:58
- Radio Edit w/Rap – 5:11
- Special Edit – 4:37
- Remixed Short Version – 4:09
- Def Thrill Mix – 7:22
- Danny Tenaglia Remix (kiadatlan)

## Helyezések
| Slágerlista (1983/1984)                         | Legmagasabb helyezés |
| ----------------------------------------------- | -------------------- |
| Belga VRT Top 30                                | 1                    |
| Brit kislemezlista                              | 10                   |
| Francia kislemezlista                           | 1                    |
| Ír kislemezlista                                | 4                    |
| Kanadai kislemezlista                           | 3                    |
| Spanyol kislemezlista                           | 1                    |
| USA Billboard Hot 100                           | 4                    |
| USA Billboard Hot R&B/Hip-Hop Songs             | 3                    |
| USA Billboard Adult Contemporary                | 24                   |
| USA Billboard Hot Dance Music/Club Play Singles | 1                    |

| Slágerlista (2009)                               | Legmagasabb helyezés |
| ------------------------------------------------ | -------------------- |
| Ausztrál kislemezlista                           | 3                    |
| Belga 30 Back Catalogue kislemezlista (Vallónia) | 2                    |
| Belga 30 Back Catalogue kislemezlista (Flandria) | 3                    |
| Brit kislemezlista                               | 12                   |
| Dán kislemezlista                                | 25                   |
| European Hot 100                                 | 16                   |
| Finn kislemezlista                               | 11                   |
| Francia kislemezlista                            | 3                    |
| Ír kislemezlista                                 | 8                    |
| Japán Top 100 kislemezlista                      | 41                   |
| Német kislemezlista                              | 9                    |
| Norvég kislemezlista                             | 7                    |
| Olasz kislemezlista                              | 2                    |
| Spanyol kislemezlista                            | 1                    |
| Svájci kislemezlista                             | 3                    |
| Svéd kislemezlista                               | 10                   |
| Új-zélandi kislemezlista                         | 12                   |
| USA Billboard Hot Digital Songs                  | 2                    |

## Közreműködők
| - Rod Temperton: zeneszerző, dalszövegíró, szintetizátorok, vokális, ritmus- és szintetizátorelrendezés - Quincy Jones: producer - Michael Jackson: ének, vokálok - Vincent Price: szöveg (az eredeti kislemezváltozaton nem hallható) - Greg Phillinganes, Brian Banks: szintetizátorok - Anthony Marinelli: szintetizátorprogram | - David Williams: gitár - Jerry Hey, Gary Grant: trombita, szárnykürt - Larry Williams: szaxofon, fuvola - Bill Reichenbach: harsona - Jerry Hey: kürtelrendezés - Bruce Cannon, Bruce Swedien: hangeffektusok |